# Qazim Sejdini
Qazim Sejdini (ur. 12 lutego 1951 w Elbasanie) – albański nauczyciel, polityk i działacz sportowy, burmistrz Elbasanu w latach 2007-2019.

## Życiorys
W 1970 roku ukończył studia na Wydziale Wychowania Fizycznego Uniwersytetu w Szkodrze, następnie odbył służbę wojskową. Kontynuował studia, kończąc w 1978 roku naukę na Wydziale Historyczno-Geograficznym Uniwersytetu w Elbasanie, następnie w latach 1983-1987 uczęszczał do Instytutu Wychowania Fizycznego im. Voja Kushiego w Tiranie. Pracował jako nauczyciel historii, geografii oraz wychowania fizycznego w szkole podstawowej we wsi Labinot-Mal.
W latach 1983–1992 pracował w jednym z klubów sportowych w Elbasanie, którego później był prezesem. Pełnił funkcję prezesa również w innych organizacjach, jak Izba Przemysłowo-Handlowa w Elbasanie (1996), Stowarzyszenie Celników Albanii (1997) oraz Związek Izb Przemysłowo-Handlowych Albanii (maj 2002-maj 2004).
Od października 2002 do maja 2005 roku był prefektem obwodu Elbasan.
W maju 2007 roku został wybrany i zaprzysiężony na urząd burmistrza miasta Elbasan. W sierpniu 2019 roku został zastąpiony na tym stanowisku przez Glediana Llatję.